# Pentadecanal
Pentadecanal ist eine chemische Verbindung aus der Gruppe der Aldehyde.

## Vorkommen
Pentadecanal wurde in Tabak nachgewiesen. Es wurde auch aus dem ätherischen Öl von Cinnamomum micranthum und aus Zitronenöl isoliert.

## Gewinnung und Darstellung
Pentadecanal kann durch Oxidation von Pentadecanol gewonnen werden.

## Eigenschaften
Pentadecanal ist ein weißes oder farbloses Pulver oder knapp oberhalb Raumtemperatur eine klare Flüssigkeit. Sie polymerisiert leicht zu einem Feststoff mit einer Schmelztemperatur von 69 °C.

## Verwendung
Pentadecanal kann als Geruchsstoff in Parfüm verwendet werden.